# Typhonium jonesii
Typhonium jonesii är en kallaväxtart som beskrevs av Alistair Hay. Typhonium jonesii ingår i släktet Typhonium och familjen kallaväxter.
Artens utbredningsområde är Northern Territory, Australien. Inga underarter finns listade.